# 유동천
유동천(柳東天, 강원도 동해시 1940년 7월 29일  ~ )은 제일저축은행 회장을 역임한 금융인이다. 종교는 불교다. 2011년 10월 5일 고객 명의를 도용해 1,400억여원의 거액을 불법 대출한 혐의로 구속되었다. 2012년 9월, 징역 9년이 구형되었다. 한달뒤에는 징역 8년으로 구형되었다. 2013년 3월 5일 결심공판에서는 징역 9년이 구형됐다. 2013년 5월 16일에는 징역 8년의 중형이 선고됐다. 2013년 10월 18일 상고심에서는 징역 8년이 확정됐다.

## 학력
- 북평고등학교
- 고려대학교 경제학 학사
- 동국대학교 경영대학원 무역학 석사

## 경력
- 1981년 ~ 2003년 민주평화통일자문회의 중구지역협의회 제1지회장
- 1992년 서울지방경찰청 자문위원
- 1998년 ~ 2002년 제일상호신용금고 회장
- 2002년 3월 ~ 제일저축은행 회장

## 수상
- 1991년 국민포장
- 1999년 국민훈장목련장

## 사건·사고 및 논란

### 고객명의 도용 천억원대 불법 대출로 구속
2011년 10월 5일 저축은행비리합동수사단이 고객 만여 명의 명의를 도용해 천억 원대 불법 대출을 한 혐의 등으로 제일저축은행 유동천 회장과 이용준 은행장 그리고 장모 전무를 구속 기소했다. 또한, 유 회장 일가는 저축은행 자금 158억 원을 횡령해 생활비나 개인 채무변제 등에 쓴 혐의도 받고 있다.

### 대통령 친인척에 전방위 로비 의혹
2011년 12월 12일 유동천 제일저축은행 회장(71·구속 기소)이 이명박 대통령(70)의 사촌처남인 김재홍 KT&G복지재단 이사장(72)에게 “제일저축은행의 퇴출을 막아 달라. 금융감독원 국장급 인사의 승진을 도와 달라”는 등의 청탁과 함께 총 11차례에 걸쳐 4억2000만 원을 건낸 혐의를 받고 있는 것으로 알려졌다. 한편 서울중앙지방검찰청 특수3부(부장 심재돈)는 유 회장이 이상득 의원실 박배수 보좌관(구속 수감)에게 “제일저축은행의 다른 저축은행 인수 등과 관련해 예금보험공사가 편의를 봐 주도록 도와 달라”며 돈을 건넨 혐의를 포착했다고 밝혔다.
2011년 12월 16일 검찰은 유 회장이 대통령 손윗동서인 황태섭씨를 제일저축은행 고문으로 임명해 고문료 명목으로 수억원을 건넨 사실을 확인했다. 검찰은 유 회장이 금융전문가가 아닌 황씨를 고문으로 위촉했다는 점에서 영업정지를 막기위한 로비 역할을 했을 가능성에 주목하고 있으나 "황씨가 받은 고문료는 정상적으로 회계처리 됐다"며 "현재까지는 범죄혐의가 발견되지 않았다"고 말했다. 사업가 출신인 황씨는 김윤옥(64) 여사 둘째언니의 남편으로 2007년 대선 당시 이 대통령의 후원회 사무국에서 일하기도 했다.
2012년 2월 29일 김재홍 KT&G 복지재단 이사장(73)은 서울중앙지방법원(부장판사 김대웅)에서 열린 첫 공판에서 "유 회장과는 친분이 있었던 사이고 40억원을 제일저축은행에 예금하기도 했다"며 "유 회장으로부터 받은 돈은 제일저축은행의 판촉 명목 혹은 일종의 고마움의 표시로 봐야 한다"고 주장했다. 당시 김 이사장은 유 회장으로부터 금융감독원 인사에 대해 청탁을 받았으나 성사되진 않은 것으로 드러났다.

### 국세청 현직 고위간부 로비 의혹
2011년 12월 20일 저축은행비리합동수사단(단장 권익환 부장검사)은 유동천(71ㆍ구속기소) 제일저축은행 회장이 국세청 현직 고위 간부에게 금품을 건넸다는 진술을 확보하고 국세청 고위 간부 A씨에게 전달해 주겠다며 2008년 무렵 유 회장으로부터 돈을 받은 혐의로 신모씨를 전격 체포했다. 신씨는 검찰 조사에서 “돈은 내가 다 썼고 국세청 고위 간부에게 건네지는 않았다”고 진술하였으며, 유 회장이 전직 지방국세청장 출신 인사에게도 돈을 줬다는 진술이 확보되었지만 공소시효가 지나 수사 대상에서 제외한 것으로 알려졌다.

### 전현직 국회의원에 불법 정치자금 제공 의혹
2012년 1월 24일 유동천 회장이 윤진식 한나라당 의원(충북 충주)에게 2010년 7·28 재·보궐선거에 출마했을 때 2000만∼3000만 원의 불법 정치자금을 건넨 혐의가 포착된 것으로 전해졌다. 검찰은 윤 의원이 돈을 받은 시기가 대통령정책실장 퇴임 이후라는 점과 유 회장이 돈을 건네며 인사 로비나 수사 무마 등 구체적인 청탁을 한 사실을 확인하지 않는 한 뇌물 수수 혐의를 적용하기 어려울 것으로 예상하고 있다.
2012년 2월 8일 저축은행비리합동수사단은 유 회장으로부터 이광재 전 강원도지사가 2011년 4·27 재보선에 당선된 이후 같은 해 7월 강원도지사에 취임하기 전까지 3000만∼4000만 원 정도의 정치자금을 건넸다는 진술과 관련 증거를 확보하고 이 전 지사를 조사했다. 유 회장은 “이 전 지사에게 특별한 대가를 바라고 돈을 건넨 것은 아니다”라고 진술한 것으로 전해졌다. 이 전 지사는 2010년 강원도지사에 당선됐지만 박연차 전 태광실업 회장으로부터 불법 정치자금을 받은 혐의로 징역 6월에 집행유예 1년이 확정돼 도지사 직을 잃은 상태이다.
2012년 2월 12일 유 회장이 정형근 전 한나라당 의원에게 2008년 18대 총선을 앞두고 네차례에 걸쳐 1억원을 건넸다고 진술함에 따라 정 전 의원을 소환조사했으나 정 전 의원은 혐의 일체를 부인한 것으로 알려졌다.
2012년 2월 13일 저축은행비리합동수사단은 유 회장이 김택기 전 민주당 의원에게 2008년 수천만원의 불법 자금을 건넨 정황을 포착하고, 유 회장으로부터 금품 수수 여부와 용도 등을 추궁했으나, 김 전 의원은 관련 의혹을 전면 부인한 것으로 전해졌다.
2012년 2월 24일 오후 7시께 저축은행비리합동수사단이 유동천(72·구속기소) 제일저축은행 회장으로부터 불법 정치자금을 받은 혐의(정치자금법 위반)로 무소속 최연희(68) 의원을 소환조사했다. 7시간여 동안 이루어진 조사에서 합수단은 최 의원이 유 회장으로부터 돈을 받았는지와 대가성이 있었는지 여부를 집중 추궁했으나 최 의원은 중·고등학교 동문인 유 회장으로부터 당시 동참 기금을 받긴 했지만 정치자금은 아니었다며 혐의를 부인한 것으로 전해졌다.

### 경찰청 고위간부에 로비 의혹
2012년 2월 29일 저축은행비리합동수사단이 유동천 제일저축은행 회장(72.구속기소)으로부터 5000만원의 뇌물을 받은 혐의(뇌물 수수) 등에 대해 서울중앙지법으로부터 영장을 발부받아 이철규 전 경기지방경찰청장을 구속수감했다. 이 전 청장과 유 회장은 강원도 동향인 데다 중·고교 동문으로 30년 넘게 친분을 쌓아온 것으로 전해졌다.